# Ядаміни
Ядаміни (пол. Jadaminy, нім. Adamsgut) — село в Польщі, у гміні Ґетшвалд Ольштинського повіту Вармінсько-Мазурського воєводства.
Населення — 59 осіб (2011).
У 1975-1998 роках село належало до Ольштинського воєводства.

## Демографія
Демографічна структура станом на 31 березня 2011 року:
|          | Загалом | Допрацездатний вік | Працездатний вік | Постпрацездатний вік |
| -------- | ------- | ------------------ | ---------------- | -------------------- |
| Чоловіки | 32      | 15                 | 16               | 1                    |
| Жінки    | 27      | 7                  | 15               | 5                    |
| Разом    | 59      | 22                 | 31               | 6                    |